# Родд, Реннелл, 1-й барон Реннелл
Джеймс Реннелл Родд, 1-й барон Реннелл (англ. James Rennell Rodd, 1st Baron Rennell; 9 ноября 1858 — 26 июля 1941) — британский политик и дипломат.

## Биография
Родился в Лондоне в семье майора Джеймса Реннелла Родда (1812—1892) и его супруги Элизабет Энн Томсон. Внук вице-адмирала Джона Родда, доктора Энтони Томсона и правнук географа Джеймса Реннелла.
Образование получил в колледже Хейлибери и Баллиол-колледж, где был связан с кругом Оскара Уайльда. Получил премию Newdigate в 1880 году. Позже Уайльд помог ему в публикации первой книги стихов «Rose Leaf and Apple Leaf», для которой написал введение. После суда над Уайльдом Родд разорвал с ним отношения.
Дипломатическую карьеру начинал на низших должностях при посольствах в Берлине, Риме, Афинах и Париже. С 1894 по 1902 год работал под руководством генерального консула Великобритании в Египте Ивлина Бэринга. Сыграл важную роль в переговорах с Менеликом II по англо-эфиопскому соглашению 1897 года. В конце 1901 года был назначен первым секретарём посольства Великобритании в Риме, куда прибыл в 1902 году и провёл в должности два года.
В 1904 году Родд получил должность чрезвычайного посланника и полномочного министра при короле Швеции и Норвегии, но фактически прибыл на службу 17 января 1905 года. Королём Швеции Оскаром II был награждён большим крестом ордена Полярной звезды за свою роль в карлстадских соглашения о прекращении шведско-норвежской унии. С 1908 по 1919 год служил послом Великобритании в Италии. Был делегатом Великобритании в Лиге Наций с 1921 по 1923 год. Также Родд был членом британского парламента от Консервативной партии, где заседал с 1928 по 1932 год.
Помимо дипломатической службы, Родд был поэтом, а также исследователем Древней Греции и Древнего Рима.

## Личная жизнь
Женился 27 октября 1894 на Лилии Джорджине Гатри (1864—1951), дочери Джеймса Александра Гатри, 4-го барон Крэйг и внучке Джеймса Стирлинга. У них родилось 6 детей, четыре сына и две дочери:
- Кристофер Джон Родд — умер в детстве.
- Фрэнсис Родд[англ.] (1895—1978) — офицер армии и 2-й барон Реннелл.
- Эвелин Эммет[англ.] (1899—1980) — политик, член парламента в 1955—1965 годах.
- Глория Родд (1901—1975), супруга Саймона Элвеса[англ.]. Их внук — актёр Кэри Элвес.
- Питер Родд[англ.] (1904—1968), муж писательницы Нэнси Митфорд.
- Густаф Гатри Реннелл Родд (1905—1974)